# ښ
Ssin (ښ) est une lettre additionnelle de l’alphabet arabe utilisée dans l’écriture du pachto.

## Utilisation
Dans l’écriture du pachto avec l’alphabet arabe, ‹ ښ⁠ › représente une consonne différente selon le dialecte :
- consonne fricative palato-alvéolaire sourde [ʃ] dans le pachto du sud-est ;
- consonne fricative rétroflexe sourde [⁠ʂ]⁠ dans le pachto du sud-ouest ;
- consonne fricative palatale sourde [ç] dans le pachto du nord-ouest ;
- consonne fricative vélaire sourde [x⁠] dans le pachto du nord-est.

Cette lettre est déjà attestée dans les ouvrages pachto de Bāyazid Rōshān Ansāri (en) au XVIe siècle.

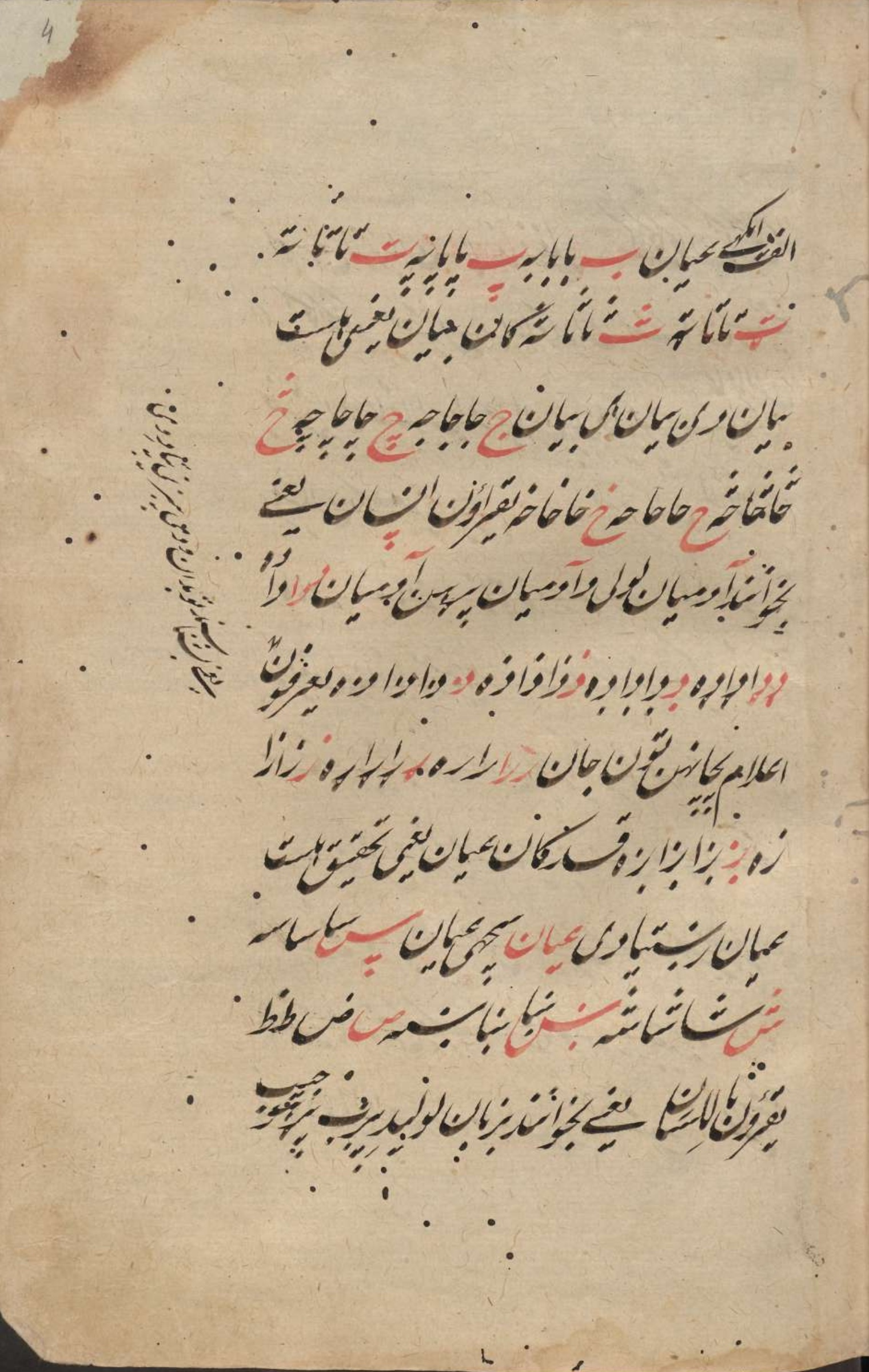
Folio de Ḫair al-Bayān de 1651 introduisant la lettre en pachto.